# Boot Hill
Boot Hill è un gioco di ruolo western progettato da Brian Blume e Gary Gygax, pubblicato dalla TSR nel 1975.. Il nome, letteralmente "collina degli stivali" è un riferimento al nome con cui venivano chiamati i cimiteri di molte cittadine del west, in un ironico riferimento ai pistoleri che vi venivano seppelliti con ancora gli stivali addosso.
Inizialmente il regolamento avrebbe dovuto essere scritto da Donald Kaye, ma in seguito alla sua scomparsa venne scritto da Brian Blume e Gary Gygax in sua ricordo.

## Sistema di gioco
Il regolamento di Boot Hill è focalizzato sulle sparatorie, la maggior parte delle regole riguarda la risoluzione dei combattimenti; le regole dedicate all'ambientazione o all'interazione sociale sono relativamente poche. Uno scontro a fuoco può essere rapido e brutale e un singolo proiettile può essere mortale. I personaggi non hanno livelli, ma attributi che possono essere aumentati e a stretta osservanza delle regole i personaggi giocanti non hanno vantaggi particolari sui personaggi non giocanti. Non ci sono avversari non umani o regole sull'allineamento, come in Dungeons & Dragons, rendendo la differenza tra "buoni" e "cattivi" una questione di libera scelta o interpretazione.
Fu uno dei primi giochi a usare solo (o principalmente) un dado a dieci facce come dado percentuale per la risoluzione delle azioni.

## Edizioni
Furono pubblicate tre edizioni:
- Brian Blume, Gary Gygax (1975). Boot Hill 1ª edizione, 32 pagine, priva di ISBN.
- Steve Winter (1979) Boot Hill. 2ª edizione, 1979, ISBN 0-394-51875-6. Ristampato nel 1984 con una nuova copertina.
- Steve Winter (1990). Boot Hill 3ª edizione, 1990, ISBN 0-88038-976-1.

La seconda edizione fu supportata dalla pubblicazione di uno schermo del master e da cinque moduli di avventure di 32 page:
- Tom Moldvay (1981). Referee's Screen and Mini-Module ISBN 0-394-52590-6.
- Jerry Epperson, Tom Moldvay (1981). Mad Mesa (BH1). ISBN 0-935696-71-7 (riedizione: 1982, ISBN 0-394-52705-4). Giocabile in solitario come librogame o come modulo di avventura.
- David "Zeb" Cook, Tom Moldvay (1982). Lost Conquistador Mine (BH2). ISBN 0-394-52594-9. Usato originariamente per il torneo di Boot Hill; della Gen Con XIII, una caccia alla ricerca di una miniera d'oro perduta.
- David J. Ritchie (1982). Ballots and Bullets (BH3). ISBN 0-394-53067-5. Sette miniscenari ambientati in una cittadina durante le elezioni locali.
- Burned Bush Wells (1984). Burned Bush Wells (BH4). ISBN 0-394-53466-2. Ambientazione che descrive una cittadina divisa in due fazioni.
- Philip Taterczynski (1984). Range War! (BH5). 1984, ISBN 0-88038-105-1.

La TSR pubblicò anche un blister di tre miniature di pistoleri per Boot Hill.